# Jehangir Sabavala

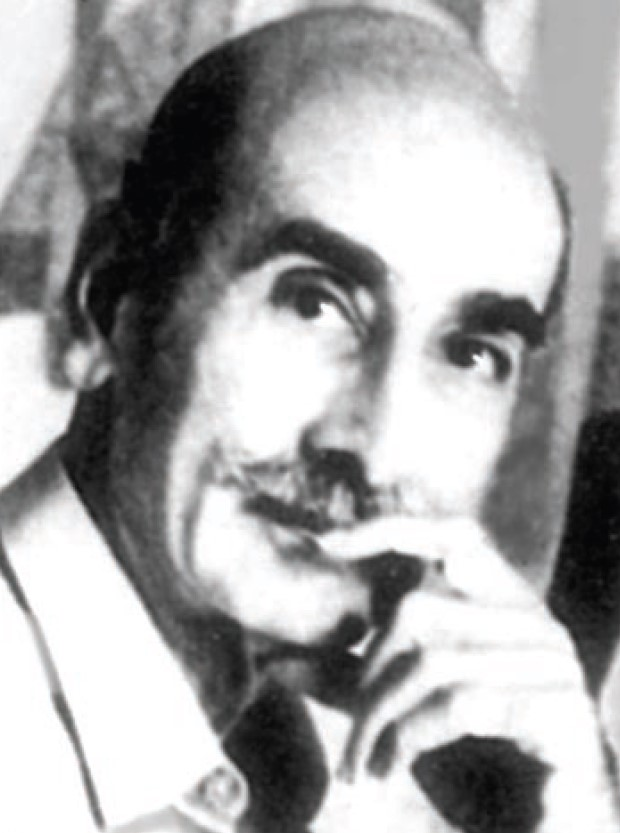
Jehangir Sabavala

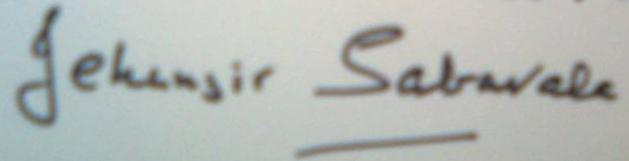

Jehangir Ardeshir Sabavala (* 23. August 1922 in Bombay; † 2. September 2011 ebenda) war ein indischer Maler.

## Leben und Werk
Sabavala stammte aus einer wohlhabenden parsischen Familie. Seine Schulbildung erwarb er an der Privatschule Cathedral and John Connon in Bombay, bevor er auf das Elphinstone College wechselte und dann die Sir J. J. School of Art besuchte, wo er 1944 ein Diplom erwarb. Er ging anschließend nach Europa und studierte von 1945 bis 1947 an der Heatherley School of Fine Art in London. Hier lernte er seine spätere Frau kennen, die an der London School of Economics studierte. Von 1948 bis 1951 lebte Sabavala in Paris; dort besuchte er von 1953 bis 1954 die Académie Julian und schließlich 1957 die Académie de la Grande Chaumière.
Während seiner Künstlerkarriere hatte Sabavala über 30 Einzelausstellungen in und außerhalb Indiens. Zuletzt waren die Ausstellungen Jehangir Sabavala: A Retrospective in der National Gallery of Modern Art in Mumbai und Neu-Delhi (2005–2006), sowie Ausstellungen in der Sakshi Gallery in Mumbai (2008) und in der Aicon Gallery in New York City (2009) zu sehen.
Als Teil von Gruppenausstellungen waren einige seiner Werke unter anderem 2004 in der Jehangir Nicholson Collection in Mumbai sowie ebenfalls 2004 in Mumbai in The Search oder 2005 in der Ausstellung Trends and Techniques-Water Color in India in der Galerie 88 in Kalkutta zu sehen.
Sabavala war verheiratet und hatte eine Tochter (* 1959). Am 2. September 2011 starb er nach langer Krankheit an Lungenkrebs. Befragt nach möglichen Einflüssen seiner zoroastrischen Herkunft auf seine Kunst, bezeichnete Sabavala diese unter Hinweis auf die Bedeutung des Lichtes in seinem Werk als „intuitiv“.

## Ehrungen
Sabavala erhielt 1977 den Padma Shri verliehen. Arun Khopkars Film Colours of Absence über Sabavala gewann 1994 einen National Film Award. Im Jahr 2007 bekam Sabavala den Lalit Kala Ratna. Weitere Auszeichnungen umfassen den Dadabhai Naoroji Millennium Award, den Kala Ratna der All-India Fine Arts and Crafts Society und den monegassischen Grand Prix de la Peinture.